# Manderson-White Horse Creek
Manderson-White Horse Creek (in lakota: oyúȟpe; il nome di una banda degli Oglala) è un census-designated place (CDP) degli Stati Uniti d'America della contea di Oglala Lakota nello Stato del Dakota del Sud. La popolazione era di 626 abitanti al censimento del 2010. Il membro della tribù degli Oglala Lakota, Orso Calciando, morì qui il 28 maggio 1904. Combatté in diverse battaglie durante la guerra per le Black Hills, tra cui la battaglia del Little Bighorn. Suo nipote, Fenice Volante Falco, possedeva un ranch.
Secondo il Federal Writers' Project, l'origine del nome Manderson è oscura.

## Geografia fisica
Manderson-White Horse Creek è situata a 43°13′44″N 102°28′24″W (43.228781, -102.473216).
Secondo lo United States Census Bureau, la città ha una superficie totale di 14,85 km², dei quali 14,85 km² di territorio e 0 km² di acque interne (0% del totale).
A Manderson-White Horse Creek è stato assegnato lo ZIP code 57756 e lo FIPS place code 40550.

## Società

### Evoluzione demografica
Secondo il censimento del 2010, la popolazione era di 626 abitanti.

### Etnie e minoranze straniere
Secondo il censimento del 2010, la composizione etnica della città era formata dall'1,6% di bianchi, lo 0% di afroamericani, il 98,08% di nativi americani, lo 0% di asiatici, lo 0% di oceanici, lo 0,16% di altre razze, e lo 0,16% di due o più etnie. Ispanici o latinos di qualunque razza erano il 3,67% della popolazione.